# Juliane Koepcke
Juliane Koepcke (nascuda el 10 d'octubre del 1954 a Lima, Perú), també coneguda pel seu nom de casada Juliane Diller, és una mastòloga alemanya d'origen peruà. Koepcke fou l'única supervivent de l'accident del vol 508 de LANSA el 24 de desembre del 1971. La seva aventura sobrevivint no tan sols a l'accident sinó durant onze dies a la selva de l'Amazones ha suscitat un gran interès mediàtic durant gairebé cinc dècades.

## Biografia
Juliane Köpcke, nascuda a Lima el 10 d'octubre de 1954, era filla del biòleg Hans-Wilhelm Köpcke i de la famosa ornitolóloga, Anna Maria Emilia Koepcke, de nacionalitat alemanya, el cognom de la qual el porten almenys tres aus tropicals amazòniques.
El 1971 ja es trobava cursant l'últim any de l'escola secundària i pensava estudiar zoologia o biologia.